# Ciudlea, Volodîmîreț
Ciudlea (în ucraineană Чудля) este un sat în comuna Liubahî din raionul Volodîmîreț, regiunea Rivne, Ucraina.

## Demografie
Componența lingvistică a localității Ciudlea
     Ucraineană (100%)
Conform recensământului din 2001, toată populația localității Ciudlea era vorbitoare de ucraineană (100%).